# Mieczysław Jaroński
Mieczysław Jaroński (ur. 1 stycznia 1861 w Kielcach, zm. 10 stycznia 1922 w Dobromyślu na terenie dzisiejszych Kielc)  – polski wirtuoz skrzypiec i pedagog.

## Życiorys
Syn Feliksa Jarońskiego (1823–1895) – pianisty, kompozytora i pedagoga oraz Stefanii z Głowackich (1835–1907); brat wiolonczelisty i śpiewaka Stanisława (1863–1916) oraz polityka i prawnika Wiktora (1870–1931); wnuk Józefa (1775–1834), sędziego Trybunału Cywilnego w Kielcach i Sądu Apelacyjnego w Warszawie; stryjeczny wnuk filozofa Feliksa (1777–1827).
Początkowo lekcje muzyki pobierał u swojego ojca Feliksa. Studia odbył w klasie skrzypiec konserwatorium w Dreźnie wraz z młodszym bratem, wiolonczelistą Stanisławem. W 1887 objął stanowisko profesora gry skrzypcowej konserwatorium w Odessie. Koncertował m.in. w Paryżu, Londynie i Berlinie. 

Słuchałem wieczorem kolegi Jarońskiego, syna autora Dumek ukraińskich,mistyka, towiańczyka. Śliczny to chłopak! Nikogo tak nie lubię dla powierzchowności jak jego. Przy tym improwizuje on czasem w ciche wieczory… Dziś staliśmy z Tomkiem pod jego oknami i słuchaliśmy czardasza, którym się zachwycałem, gdy wybiegał spod palców Paderewskiego. Cichy jasny wieczór, taka muzyka… Doprawdy ten śliczny Jaroński jest artystą. Jak ja go bardzo lubię! Twarz ma pociągłą, oliwkową, czarne wilgotne oczy. (...) Doprawdy leciałem na skrzydłach tej pięknej węgierskiej pieśni. Czardasz jest ulubionym tańcem moim. Staje mi przed oczyma ten lud, co go kocham, jak kocham lud francuski…

Pod koniec XIX wieku przebywał w Konstantynopolu, w gościnie u swojej ciotki Ludwiki z Głowackich Groppler i jej męża Henryka Gropplera, gdzie regularnie koncertował, w tym wielokrotnie dla Sułtana Abdülhamida II. W jego posiadaniu znajdowały się skrzypce włoskiego lutnika Giovanni Paolo Magginiego z początku XVII wieku z inkrustowanym diamentami smyczkiem.
Po powrocie do Kielc objął stanowisko dyrektora artystycznego Towarzystwa Muzyczno-Dramatycznego (1907). Około 1911 osiadł w wówczas podkieleckim Dobromyślu, gdzie zmarł ponad dziesięć lat później. Został pochowany na cmentarzu parafii Przemienienia Pańskiego na kieleckim Białogonie.

## Literatura dodatkowa
- A. Oborny, Życie muzyczne Kielc w latach 1815–1914, Kielce 2006, passim.